# Ямайка на літніх Олімпійських іграх 1984
Ямайка на літніх Олімпійських іграх 1984 в Лос-Анджелесі (США) була представлена 45-ма спортсменами (31 чоловік та 15 жінок) у 5 видах спорту, які вибороли три олімпійських медалі.
Наймолодшим членом команди була легкоатлетка Андреа Томас (16 років 8 днів), найстарішим — легкоатлет Дон Кверрі (33 роки 167 днів).

## Срібло
1. Рей Стюарт, Алберт Лоуренс, Ґреґ Мегу, Норман Едвардс і Дон Кверрі — легка атлетика: естафета 4×100 метрів, чоловіки.

## Бронза
1. Мерлін Отті — легка атлетика: 100 метрів, жінки.
2. Мерлін Отті — легка атлетика: 200 метрів, жінки.